# Baron Montagu

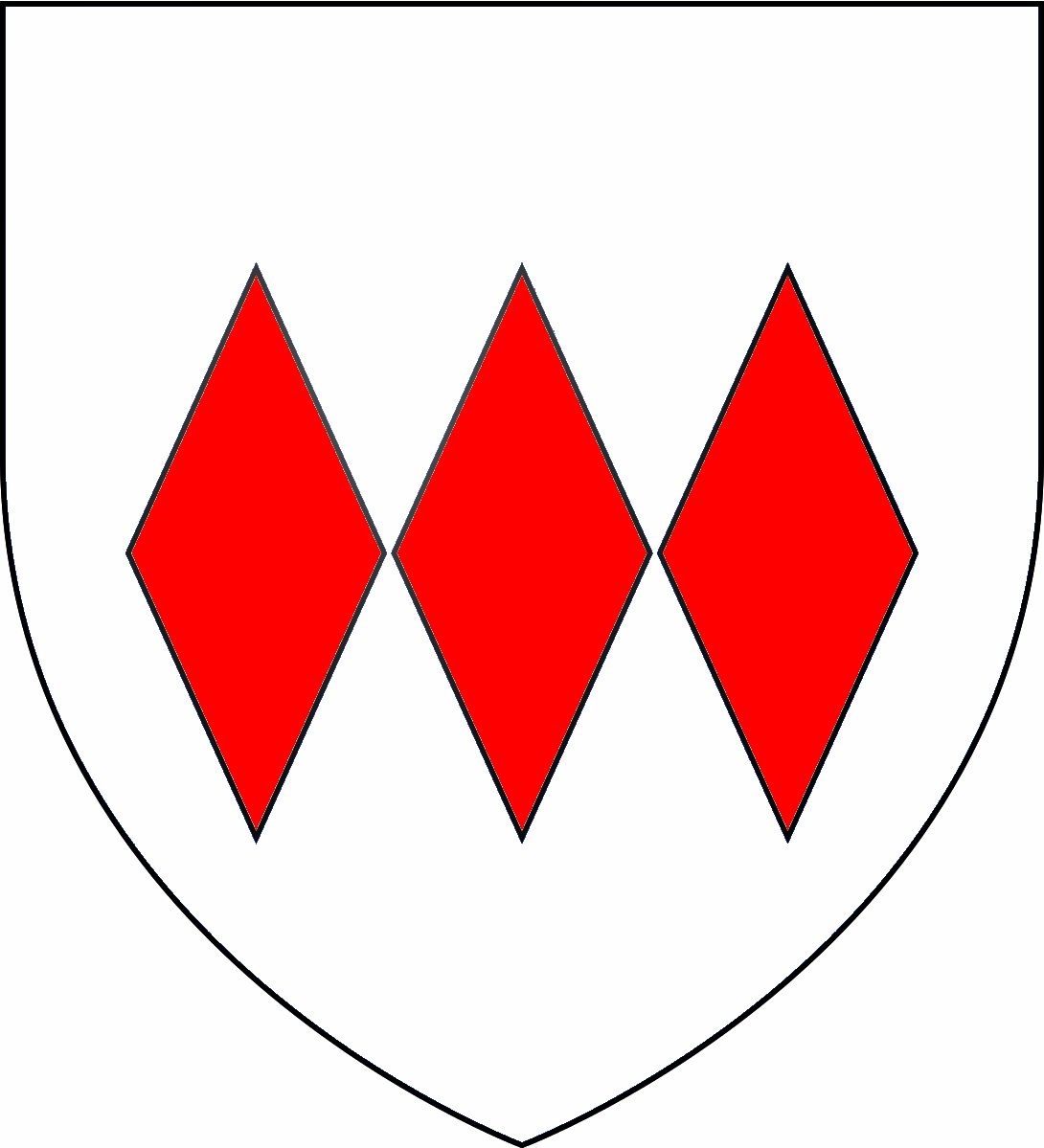
Ursprüngliches Familienwappen der Barone Montagu

Baron Montagu (latinisiert auch Montacute) war ein erblicher britischer Adelstitel, der fünfmal als Barony by writ in der Peerage of England verliehen wurde.

## Verleihungen
Der Titel wurde erstmals am 26. September 1300 für Simon de Montagu geschaffen, indem dieser von König Eduard I. per Writ of Summons ins englische Parlament einberufen wurde. Sein Enkel, der 3. Baron, wurde am 13. März 1337 auch zum Earl of Salisbury erhoben.
Am 25. Februar 1342 war auch der Bruder des obigen 1. Earl of Salisbury, Edward de Montagu, durch Writ of Summons ins Parlament berufen und dadurch der Titel in zweiter Verleihung neu geschaffen. Dieser Titel erlosch beim kinderlosen Tod seiner Tochter Joan, der 2. Baroness, Gattin des William de Ufford, 2. Earl of Suffolk, 1375.
Am 15. Februar 1357 wurde auch der jüngere Sohn des obigen 1. Earl of Salisbury, John de Montagu, durch Writ of Summons ins Parlament berufen und dadurch der Titel in dritter Verleihung neu geschaffen. Dessen Sohn, der 2. Baron, erbte 1395 von seiner Mutter auch den Titel 4. Baron Monthermer und beim Tod seines Onkels väterlicherseits, des 2. Earl of Salisbury, am 3. Juni 1397 auch die Titel 3. Earl of Salisbury und 5. Baron Montagu (erster Verleihung). 1400 wurden ihm alle seine Titel wegen Hochverrats aberkannt. Sein Sohn Thomas Montagu erwirkte 1421 die Wiederherstellung der Titel als 4. Earl of Salisbury, 6. und 3. Baron Montagu sowie 5. Baron Monthermer. Ihn beerbte seine einzige Tochter Alice als 5. Countess. Beim Tod von deren Sohn, Richard Neville, 5. Earl of Salisbury, der durch Ehe auch 16. Earl of Warwick war, am 15. April 1471 fielen die Baronien in Abeyance zwischen dessen beiden Töchtern und das Earldom Salisbury ruhte. Die Abeyance bzw. der Ruhezustand endete am 16. März 1485 zugunsten seines Enkels, Edward Plantagenet, 17. Earl of Warwick, als 6. Earl of Salisbury sowie 8. und 5. Baron Montagu. Dieser wurde 1499 wegen Hochverrats hingerichtet und ihm seine Titel aberkannt. Dessen Schwester Margaret Pole erreichte 1513 die Wiederherstellung der Titel für sich als 8. Countess of Salisbury sowie 10. und 7. Baroness Montagu. 1539 wurden ihr ihre Titel endgültig wegen Hochverrats aberkannt.
Am 23. Mai 1461 wurde der Titel in vierter Verleihung durch Writ of Summons für John Neville, den jüngeren Sohn der obigen 5. Countess of Salisbury, geschaffen. Er wurde im Laufe der Rosenkriege am 27. Mai 1464 auch zum Earl of Northumberland erhoben, musste aber am 25. März 1470 auf das Earldom verzichten und wurde dafür am selben Tag mit der Verleihung des Titels Marquess of Montagu entschädigt. Als 1471 in der Schlacht von Barnet bei Barnet fiel, fiel der Anspruch auf die Titel an seinen einzigen minderjährigen Sohn, der 1470 zum Duke of Bedford erhoben worden war. Bevor er die Volljährigkeit erreichte, wurden ihm seine Titel 1477 aberkannt und er starb kinderlos 1483.
In fünfter Verleihung war der Titel am 12. Oktober 1514 durch Writ of Summons für Sir Henry Pole, den Sohn der obigen 8. Countess of Salisbury, geschaffen worden. 1538 wurde ihm der Titel wegen Hochverrats aberkannt.

## Liste der Barone Montagu

### Barone Montagu, erste Verleihung (1300)
- Simon de Montagu, 1. Baron Montagu († 1316)
- William de Montagu, 2. Baron Montagu († 1319)
- William de Montagu, 1. Earl of Salisbury, 3. Baron Montagu (1301–1344)
- William de Montagu, 2. Earl of Salisbury, 4. Baron Montagu (1328–1397)
- John de Montagu, 3. Earl of Salisbury, 5. und 2. Baron Montagu (1350–1400) (Titel verwirkt 1400)
- Thomas de Montagu, 4. Earl of Salisbury, 6. und 3. Baron Montagu (1388–1428) (Titel wiederhergestellt 1421)
- Alice de Montagu, 5. Countess of Salisbury, 7. und 4. Baroness Montagu (1407–1461) ⚭ Richard Neville, iure uxoris 5. Earl of Salisbury (1400–1460)
- Richard Neville, iure uxoris 16. Earl of Warwick, 6. Earl of Salisbury, 8. und 5. Baron Montagu (1428–1471) (Titel abeyant 1471)
- Edward Plantagenet, 17. Earl of Warwick, 7. Earl of Salisbury, 9. und 6. Baron Montagu (1474–1499) (Abeyance beendet 1485; Titel verwirkt 1499)
- Margaret Pole, 8. Countess of Salisbury, 10. und 7. Baroness Montagu (1473–1541) (Titel wiederhergestellt 1513, Titel verwirkt 1539)

### Barone Montagu, zweite Verleihung (1342)
- Edward de Montagu, 1. Baron Montagu († 1361)
- Joan de Ufford, Countess of Suffolk, 2. Baroness Montagu (1349–1375)

### Barone Montagu, dritte Verleihung (1357)
- John de Montagu, 1. Baron Montagu († 1390)
- John de Montagu, 2. Baron Montagu (1350–1400), erbte 1397 die Titel 3. Earl of Salisbury und 5. Baron Montagu (erster Verleihung), (Titel verwirkt 1400)
- Thomas de Montagu, 4. Earl of Salisbury, 6. und 3. Baron Montagu (1388–1428) (Titel wiederhergestellt 1421)
- Alice de Montagu, 5. Countess of Salisbury, 7. und 4. Baroness Montagu (1407–1461) ⚭ Richard Neville, iure uxoris 5. Earl of Salisbury (1400–1460)
- Richard Neville, iure uxoris 16. Earl of Warwick, 6. Earl of Salisbury, 8. und 5. Baron Montagu (1428–1471) (Titel abeyant 1471)
- Edward Plantagenet, 17. Earl of Warwick, 7. Earl of Salisbury, 9. und 6. Baron Montagu (1474–1499) (Abeyance beendet 1485; Titel verwirkt 1499)
- Margaret Pole, 10. und 7. Baroness Montagu (1473–1541) (Titel wiederhergestellt 1513, Titel verwirkt 1539)

### Barone Montagu, vierte Verleihung (1461)
- John Neville, 1. Earl of Northumberland, 1. Baron Montagu (1431–1471) (Verzicht auf Earlstitel 1470, dafür zum Marquess of Montagu erhoben)
- George Neville, 1. Duke of Bedford, de iure 2. Marquess of Montagu, de iure 2. Baron Montagu (um 1461–1483) (Titel entzogen 1777)

### Barone Montagu, fünfte Verleihung (1514)
- Henry Pole, 1. Baron Montagu (um 1492–1539) (Titel verwirkt 1538)